# Charlotte de la Résurrection
 (juillet 2022).
Anne-Marie-Madeleine-Françoise Thouret, en religion Sœur Charlotte de la Résurrection (Mouy 16 septembre 1715 – Paris 29 messidor an II (17 juillet 1794)) est la doyenne des Carmélites de Compiègne qui furent guillotinées à Paris durant la Terreur.
Béatifiée avec ses sœurs carmélites martyres de Compiègne le 27 mai 1906 par le pape Pie X, elle est fêtée le 17 juillet. Elle est canonisée le 18 décembre 2024 par le pape François.

## Biographie

### Enfance et entrée au Carmel
Anne-Marie-Madeleine Thouret est née le 16 septembre 1715 à Mouy, dans le diocèse de Beauvais.
Orpheline de père, elle supporta mal le remariage de sa mère ainsi que l'autorité de son beau-père.
Sa jeunesse développa en elle un goût immodéré pour la danse et toute occasion lui était bonne pour se soustraire à sa famille et aller danser. Elle était une jeune femme recherchée pour sa gaieté qui lui permettait de trouver des alliés prêts à camoufler sa désobéissance filiale. Nonobstant, un « événement si tragique » à ses dires — dont nous ne savons rien — étant survenu au cours d'un bal, elle se jura de ne plus jamais mettre les pieds dans une salle de bal.
Elle entra au Carmel de Compiègne à l'âge de vingt-et-un ans en 1736 mais les cinq années qui séparent son entrée au couvent de la prononciation de ses vœux définitifs tendent à prouver que son cheminement spirituel fut ardu[réf. nécessaire]. Elle prit alors le nom de Sœur Charlotte de la Résurrection.
Elle occupa les fonctions d'infirmière du couvent puis de peintre. Elle mit beaucoup de zèle dans ses fonctions au point que sa santé s'en ressentit[réf. nécessaire].

### La Révolution
Lorsque la Révolution française éclate en 1789, elle est la doyenne du Carmel de Compiègne (elle est alors âgée de 74 ans) qui compte vingt-et-une religieuses et doit marcher avec une béquille.
À cause du décret du 13 février 1790 qui supprime les ordres religieux (décret que sœur Charlotte reçut avec véhémence), chaque carmélite est invitée à déclarer si son intention est de sortir de son monastère. Toutes affirment « vouloir vivre et mourir dans cette sainte maison ». Elles en seront expulsées deux ans plus tard.

### La consécration pour la France
Un siècle avant la Révolution une carmélite de ce monastère, sœur Élisabeth-Baptiste, avait vu en songe toutes les religieuses de son couvent dans la gloire du ciel, revêtues de leur manteau blanc et tenant une palme à la main. L'interrogation quant à l'éventualité d'un martyre pour les religieuses de ce couvent était restée présente tout au long du siècle, jusqu'à l'arrivée de la Révolution et du début des violences.
En septembre 1792, lorsque la mère prieure sent dans la communauté monter le désir du martyre, elle propose aux religieuses, de faire un acte de consécration par lequel la communauté s'offrirait en Holocauste (sacrifice) pour apaiser la colère de Dieu et (pour) que cette divine paix que son cher Fils était venu apporter au monde fût rendue à l'Église et à l'État"[réf. nécessaire].
Cette consécration est faite d'enthousiasme par toutes les religieuses, sauf deux, plus anciennes, qui expriment leurs craintes. Elles sont moins émues par le sacrifice lui-même, que de la manière dont il devra s'accomplir (la guillotine). Mais quelques heures plus tard, en pleurant, elles sollicitent la faveur de prêter à leur tour le serment, et ainsi de se joindre à leurs sœurs[réf. nécessaire].
Chaque jour, la communauté renouvelle sa consécration, et son engagement à mourir pour la France.
Le 14 septembre 1792, en application de la loi sur les congrégations religieuses, les carmélites sont expulsées de leur couvent. Elles sont hébergées dans la ville de Compiègne par quelques familles, et vivent réparties en petits groupes dans quatre maisons, étroitement surveillées par la police locale. Elles n'en continuent pas moins mais secrètement de mener leur vie selon la règle de sainte Thérèse d'Avila et de se rendre discrètement à la messe[réf. nécessaire].

### Le martyre

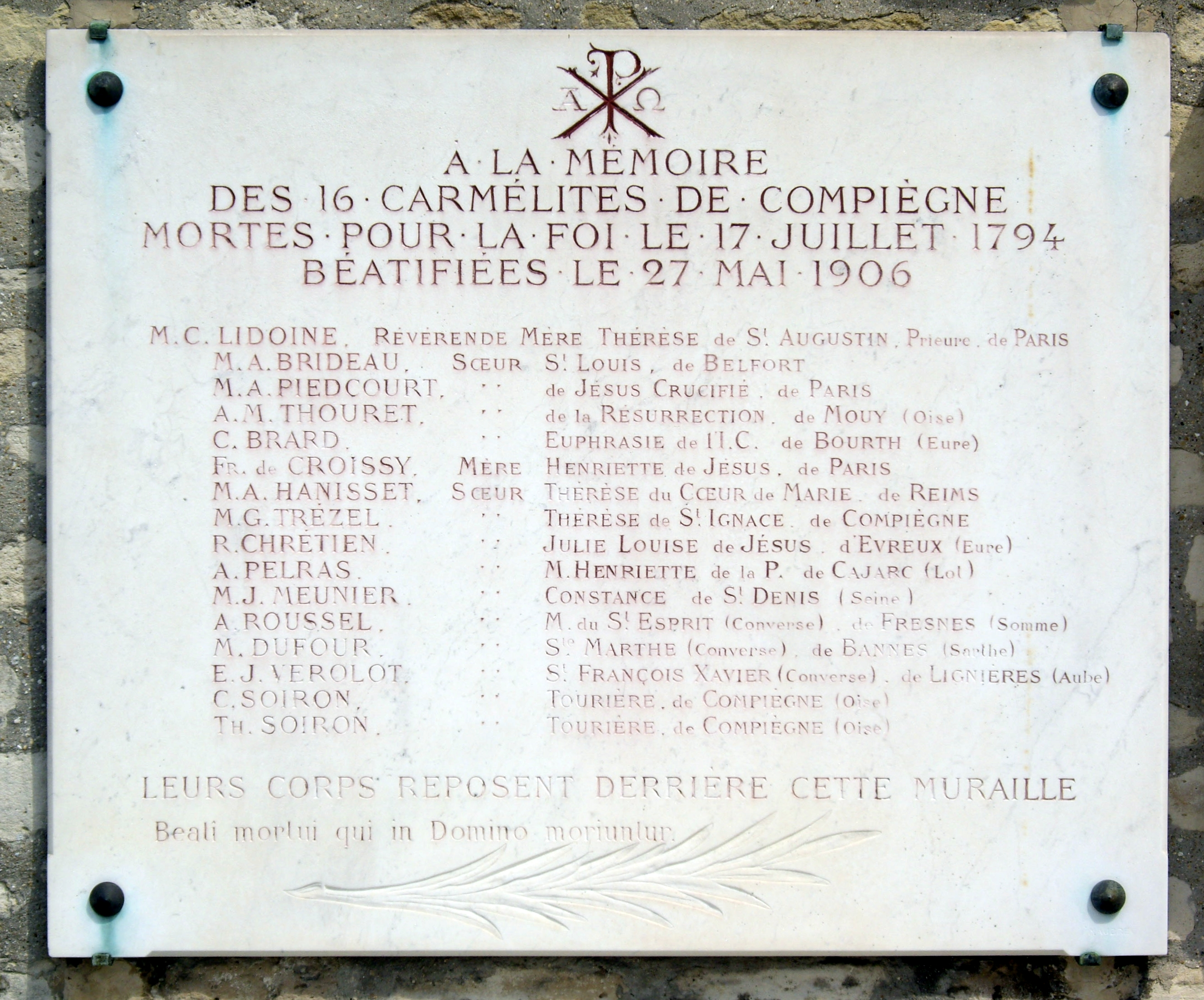
Plaque commémorative du cimetière de Picpus

Les lois de Prairial an II durcissent la politique antireligieuse et le 5 messidor an II (23 juin 1794), les religieuses sont arrêtées et incarcérées dans l'ancien couvent de la Visitation devenu prison. Elles sont envoyées le 24 messidor an II (12 juillet 1794) à Paris pour être jugées par le Tribunal révolutionnaire.
Arrivées dans la cour de la Conciergerie après un voyage harassant, les sœurs, les mains liées dans le dos, doivent se débrouiller comme elles le peuvent pour descendre rapidement de la charrette. Ne pouvant se déplacer seule et sans l'aide de sa béquille, sœur Charlotte a du mal à descendre de la charrette. Elle est si violemment projetée à terre par l'un de ses bourreaux qu'on la croit morte, ce qui provoque la colère des témoins pourtant peu favorables aux prisonniers[réf. nécessaire].
La ci-devant Sœur Charlotte et ses sœurs sont jugées sommairement, condamnées et exécutées Place de la Nation le 29 messidor an II (17 juillet 1794). Son corps comme ceux de ses sœurs est jeté dans une fosse commune du Cimetière de Picpus voisin[réf. nécessaire].

### Béatification et canonisation
Charlotte est béatifiée en même temps que ses sœurs carmélites martyres de Compiègne le 27 mai 1906 par le pape Pie X. Sa mémoire est fêtée le 17 juillet (avec les 16 autres carmélites).
Le 18 décembre 2024 le pape François la proclame sainte par un décret de canonisation équipollente avec les autres martyres de Compiègne.

## Les Carmélites de Compiègne
Pour le détail de la vie, du procès et de l'exécution des Carmélites, dont Charlotte de la Résurrection, se reporter à l'article des Carmélites de Compiègne qui traite la vie de toute la communauté.

### Articles liés
- Carmélites de Compiègne
- Georges Bernanos, Dialogues des Carmélites, Paris, Seuil, 1949